# Mark Lewis-Francis
Mark Lewis-Francis (* 4. září 1982 Darlaston, Walsall, Anglie) je britský sportovec, atlet, sprinter věnující se převážně běhu na 60 metrů a běhu na 100 metrů.
Na letních olympijských hrách v Aténách 2004 získal zlatou olympijskou medaili ve štafetě na 4 × 100 metrů společně s Darrenem Campbellem, Jasonem Gardenerem a Marlonem Devonishem.
Zlatou medaili ve štafetě na 4 × 100 metrů získal také na evropském šampionátu v Göteborgu v roce 2006. Na témže šampionátu doběhl v závodě na 100 metrů ve finále na pátém místě v čase 10,16 s.

## Úspěchy
| Závod    | Disciplína | Medaile  | Čas (s.) |
| -------- | ---------- | -------- | -------- |
| LOH 2004 | 4 × 100 m  | zlatá    | 38.08    |
| MS 2005  | 4 × 100 m  | bronzová | 38.27    |
| MS 2007  | 4 × 100 m  | bronzová | 37.90    |